# Mimmo
Mimmo  è un nome proprio di persona italiano maschile. 

## Varianti
- Maschili: Mimmia[1][2]
  - Alterati: Mimmino[1][2]
  - Mimì
- Femminili: Mimma[1][2][3], Mimmia[1]
  - Alterati: Mimmina[1][2]

## Origine e diffusione
Nome diffuso soprattutto al maschile, rappresenta l'ipocoristico di numerosi altri nomi contenenti una o più m, quali Beniamino, Domenico, Cosimo, Emilio, Emidio, Erminio, Guglielmino, Girolamo e via dicendo. La forma "Mimmia", tipica del sassarese, risulta dalla contrazione del nome composto Giovanni Maria.
Può inoltre derivare dal suono onomatopeico toscano mimmo (al femminile mimma), che vuol dire "bambino".

## Onomastico
Non esiste un santo con questo nome. Il giorno dell'onomastico coincide con quello del nome da cui Mimmo è derivato. 

## Persone
- Mimmo Camporeale, tastierista italiano
- Mimmo Cuticchio, cantastorie, attore teatrale e regista teatrale italiano
- Mimmo Liguoro, giornalista italiano
- Mimmo Locasciulli, cantautore italiano
- Mimmo Lucà, politico italiano
- Mimmo Lucano, politico e attivista italiano
- Mimmo Rotella, pittore italiano

### Variante femminile Mimma
- Mimma Di Terlizzi, attrice italiana
- Mimma Fazio, calciatrice italiana
- Mimma Mondadori, mercante d'arte ed editrice italiana

## Il nome nelle arti
- Mimmo è uno dei personaggi interpretati da Carlo Verdone nel film Bianco, rosso e Verdone.
- Donna Mimma è la protagonista dell'omonima novella di Luigi Pirandello.
- Mimmo è un personaggio della serie televisiva The Generi.